# ادمون عمران المالح
ادمون عمران المالح ([إدمون عمران ألمالح] Error: {{Lang-xx}}: متن دارای نشانه‌گذاری ایتالیک است (راهنما))؛ (زاده: ۳۰ مارس ۱۹۱۷- درگذشته: ۱۵ نوامبر ۲۰۱۰) نویسنده و روزنامه‌نگار یهودی اهل مراکش که در شهر کوچک اسفی در ساحل اقیانوس اطلس به دنیا آمد. وی از یک خانواده یهودی بود. اصلیت وی آمازیغی و از قبیله آیت عمران در جنوب اقیانوس اطلس می‌باشد.

## تولد و رشد
خانواده ادمون قبل از تولد او در دورترین نقطه شرق «سوس» در جنوب مراکش زندگی می‌کردند ولی بعدها به شهر آسفی واقع در ساحل اقیانوس اطلس منتقل شدند و ادمون در این شهر به دنیا آمد و در یک محیط بزرگ بین مراکشی‌های یهودی و مسلمانان این شهر بزرگ شد.

## فعالیت‌ها و مسئولیت‌ها
ادمون مالح به عنوان معلم فلسفه در شهر «دارالبیضا» و به عنوان روزنامه‌نگار در روزنامه «لیسبوار» (آرزوها) کار می‌کرد و با نام مستعار «عیسی عبدی» موضوعات مختلفی در زمینه‌های فرهنگی، هنری، سیاسی و اجتماعی می‌نوشت، و تحقیقات زیادی در مورد کارگران و کشاورزان بندر «دارالبیضا» انجام داد. ادمون مالح در دورانی که در فرانسه بود هم به عنوان استاد فلسفه و هم نویسنده در بسیاری از روزنامه‌ها منجمله لوموند مطلب می‌نوشت.

## پشتوانه سیاسی
ادمون مالح برای استقلال مراکش مبارزه کرد، وی سال ۱۹۵۹ از فعالیت سیاسی کناره گرفت و بعد از حوادث خونین ۲۳ مارس ۱۹۶۵ و مخالفتش با حاکمیت و تصمیمات پادشاه «حسن دوم»، تصمیم گرفت که داوطلبانه به فرانسه برود و در آنجا به فراگیری فلسفه بپردازد و به عنوان یک روزنامه‌نگار کار کند او تا سال ۲۰۰۰ در فرانسه بود اما ۳۵ سال دوری و غربت بر رابطه محکم او با کشورش و آرمان‌های او تأثیر نگذاشت. او در سال ۲۰۰۰ به کشورش بازگشت و در شهر «الصویره» ساکن و به نویسندگی ادامه داد. بارها از قول او نقل شده که: «من یک مراکشی یهودی هستم نه یک یهودی مراکشی، یک مبارز ملی عرب و هر کجا هم که بروم نماینده کشورم مراکش هستم.»

## سیر ادبی
عمران مالح از سال ۱۹۸۰ در سن ۶۳ سالگی شروع به نویسندگی و تألیف نمود، خودش که استاد دانشگاه است می‌گوید به‌طور تصادفی وارد دنیای نویسندگی شده‌است. وی از زمانیکه در پاریس بود به کار نوشتن برای روزنامه‌های فرانسوی پرداخت، منجمله روزنامه لوموند که نوشته‌های او را دارای محتوایی پیچیده که قانون معمول بین ادبیات و نقد را شکسته توصیف نمود. نوشته‌های او شامل داستان و نقد ادبی و هنری بود. برغم اینکه نوشته‌های وی بزبان فرانسوی بود ولی زبان عربی نیز در نوشته‌ها و ایده‌هایی که روی اصول انسانی و ارزشهای عدالت و برابری و رفع ظلم متمرکز بود دیده می‌شد. همچنین نوشته‌های او تاریخ مبارزه برای استقلال مراکش، هویت فرهنگی، زبان مادری، تاریخچه، آداب و رسوم مراکشی‌ها را نیز مورد توجه قرار می‌دهد، همچنین به موضوع همزیستی و همکاری مذهبی در مراکش و موضوع خلق فلسطین و افشای صهیونیست‌ها می‌پردازد.

## تألیفات
وی تمامی تألیفات فرانسوی خود را به زبان عربی ترجمه کرد، به خواندن و نوشتن معتاد بود و جمله معروفی داشت که می‌گفت «تا زمانیکه می‌خوانم و می‌نویسم پس هستم»، از او بیش از ده کتاب به‌جای مانده‌است.

## جایزه و مدال‌ها
ادمون مالح به خاطر مجموعه اقداماتش به جایزه «استحقاق ملی» که بالاترین جایزه فرهنگی-ادبی و رسمی مراکش بود دست یافت. در سال ۲۰۰۴ نیز در تقدیر از نوشته‌های ادبی و مواضع ملی گرایانه‌اش «مدال صلاحیت» دریافت نمود.

## درگذشت
ادمون عمران در ۱۵ نوامبر ۲۰۱۰ در شهر «رباط» درگذشت. او وصیت کرده بود که جنازه اش را در شهر الصویره دفن کنند شهری که مدت زمان زیادی در آن رشد و زندگی کرده بود و بسیاری از آثار ادبی خود را در آنجا برشته تحریر درآورده بود، آثاری که به چندین زبان ترجمه شد.